# Live at the Roseland Ballroom, NYC
Live at the Roseland Ballroom, NYC is een livealbum van Bachman & Turner. Het is de registratie van een concert dat een reünie van een halve Bachman-Turner Overdrive (BTO) gaf in de Roseland Ballroom in New York op 16 november 2010. Het repertoire bestond  voornamelijk uit de hits van BTO en nieuw werk afkomstig van het album Bachman & Turner. Na dit album ging Randy Bachman weer verder met zijn solocarrière.

## Musici
- Randy Bachman – zang, gitaar (BTO)
- Fred Turner – zang, basgitaar (BTO)
- Marc Lafrance – slagwerk, percussie, zang
- Brent Howard Knudsen – gitaar, zang
- Mick Dalla-Vee – gitaar, zang

Met gast
- Paul Shaffer – toetsinstrumenten op Shakin' all over, Roll on down the highway en Takin' care of business

## Muziek
Robin Bachman en Blair Thornton vormden de andere helft van Bachman-Turner Overdrive. American woman was een hit van The Guess Who, een andere band waarin Randy Bachman speelde.  
| Nr. | Titel                                                              | Duur |
| --- | ------------------------------------------------------------------ | ---- |
| 1.  | Let it ride (Bachman, Turner)                                      | 4:34 |
| 2.  | Rock is my life (Bachman)                                          | 4:46 |
| 3.  | Not fragile (Turner)                                               | 4:35 |
| 4.  | Hey you (Bachman)                                                  | 3:44 |
| 5.  | Hold back the water (Bachman, Robin Bachman, Turner)               | 4:26 |
| 6.  | Waiting game (Bachman)                                             | 4:40 |
| 7.  | Moonlight rider (Turner)                                           | 4:18 |
| 8.  | Lookin' out for number one (Bachman)                               | 4;31 |
| 9.  | Stayed awake all night (Bachman)                                   | 4:04 |
| 10. | American woman (Bachman, Burton Cummings, Jim Kale, Gary Peterson) | 2:46 |

| Nr. | Titel                                            | Duur |
| --- | ------------------------------------------------ | ---- |
| 1.  | Four wheel drive (Bachman, Blair Thornton)       | 4:52 |
| 2.  | Slave to the rhythm (Bachman)                    | 4:21 |
| 3.  | Blue collar (Turner)                             | 6:58 |
| 4.  | That's what it is (Bachman)                      | 3:48 |
| 5.  | Sledgehammer (Bachman)                           | 4:50 |
| 6.  | Rollin' along (Turner)                           | 3:49 |
| 7.  | You ain't seen nothin' yet (Bachman)             | 4:52 |
| 8.  | Shakin' All Over (Johnny Kidd)                   | 3:32 |
| 9.  | Roll on down the highway (Turner, Robin Bachman) | 4:25 |
| 10. | Takin' care of business (Bachman)                | 4:51 |